# Okrosjka

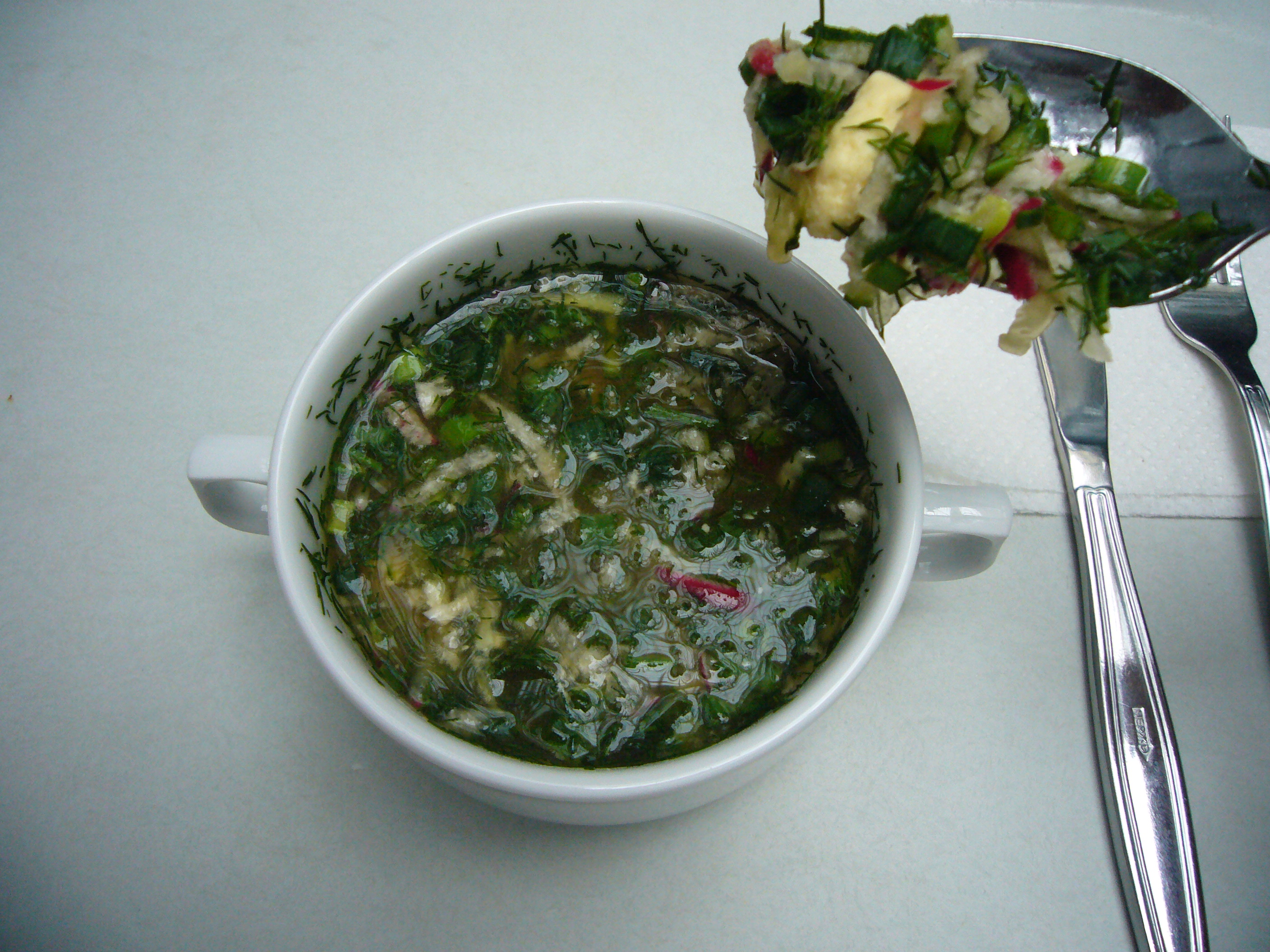
Een kom okrosjka bereid met kvas

Okrosjka (Russisch: окрошка) is een traditionele Russische koude soep. De naam komt van het werkwoord крошить (krosjit), dat verkruimelen of fijnhakken betekent. De klassieke okrosjka is een mengeling van meestal rauwe groenten (zoals komkommers, lente-uitjes, radijsjes), gekookte aardappelen en ham met kvas. De kvas kan ook vervangen worden door kefir en citroenzuur. 
De ingrediënten worden fijngesneden in kleine vierkantjes, en worden met de kvas gemengd vlak voor het opdienen. De verhouding tussen de hoeveelheid groenten en kvas is gelijkaardig aan de verhouding tussen ontbijtgranen en melk, hierdoor blijven de groenten knapperig. 
Aangezien okrosjka de verfrissing van kvas combineert met de lichtheid van een salade, is ze uiterst geschikt als een zomerse maaltijd. De meeste mensen eten hun okrosjka graag met een kwakje zure room (smetana) en soms bittere mosterd op de soep. Soms worden ook suiker of zout toegevoegd.

## Bereiding

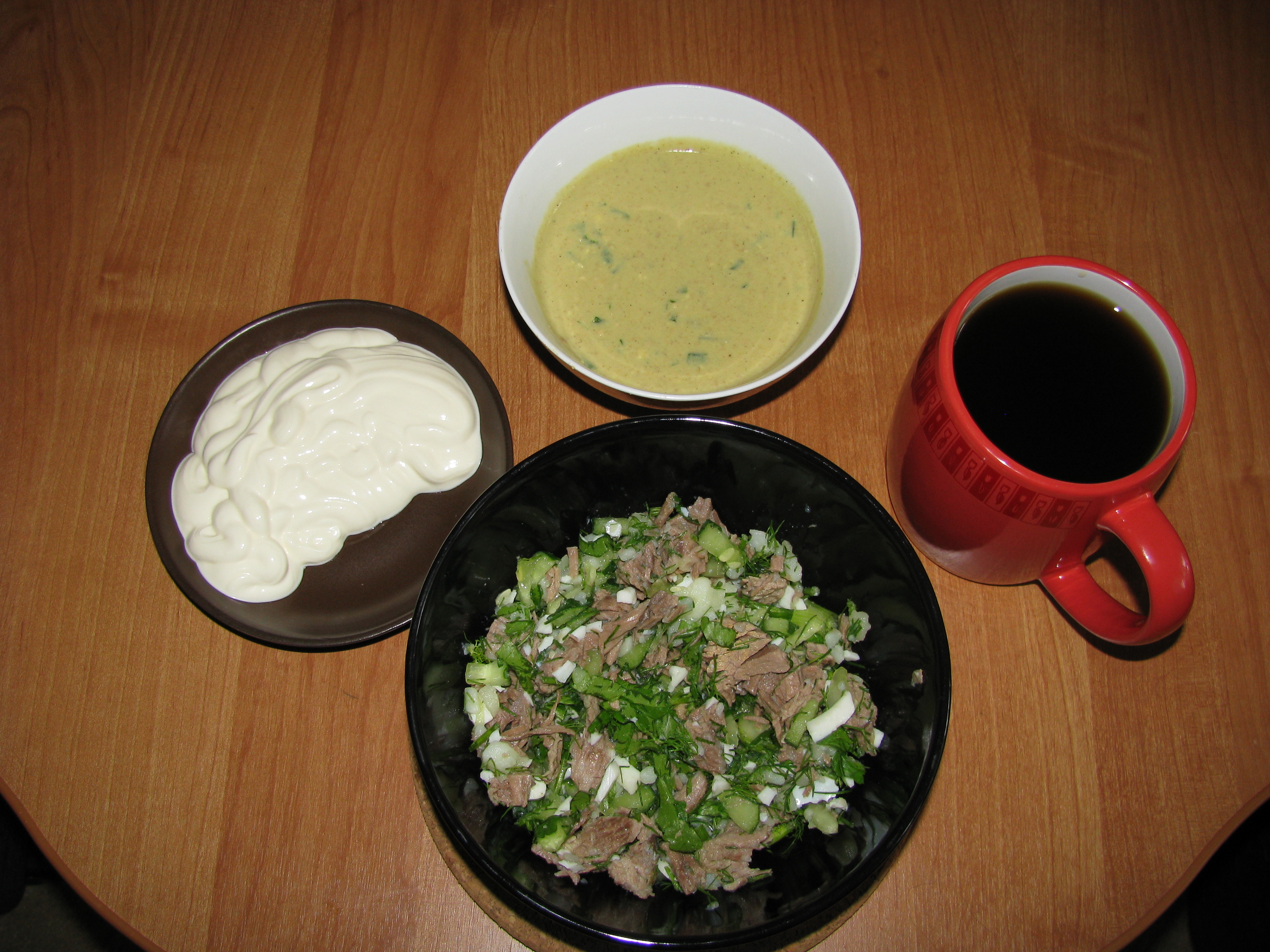
Klassieke okrosjka met rundvlees. Ook in de foto smetana (een soort room), een dressing (gemaakt van eierdooiers, mosterd, mierikswortel, ui en zout), en kvas
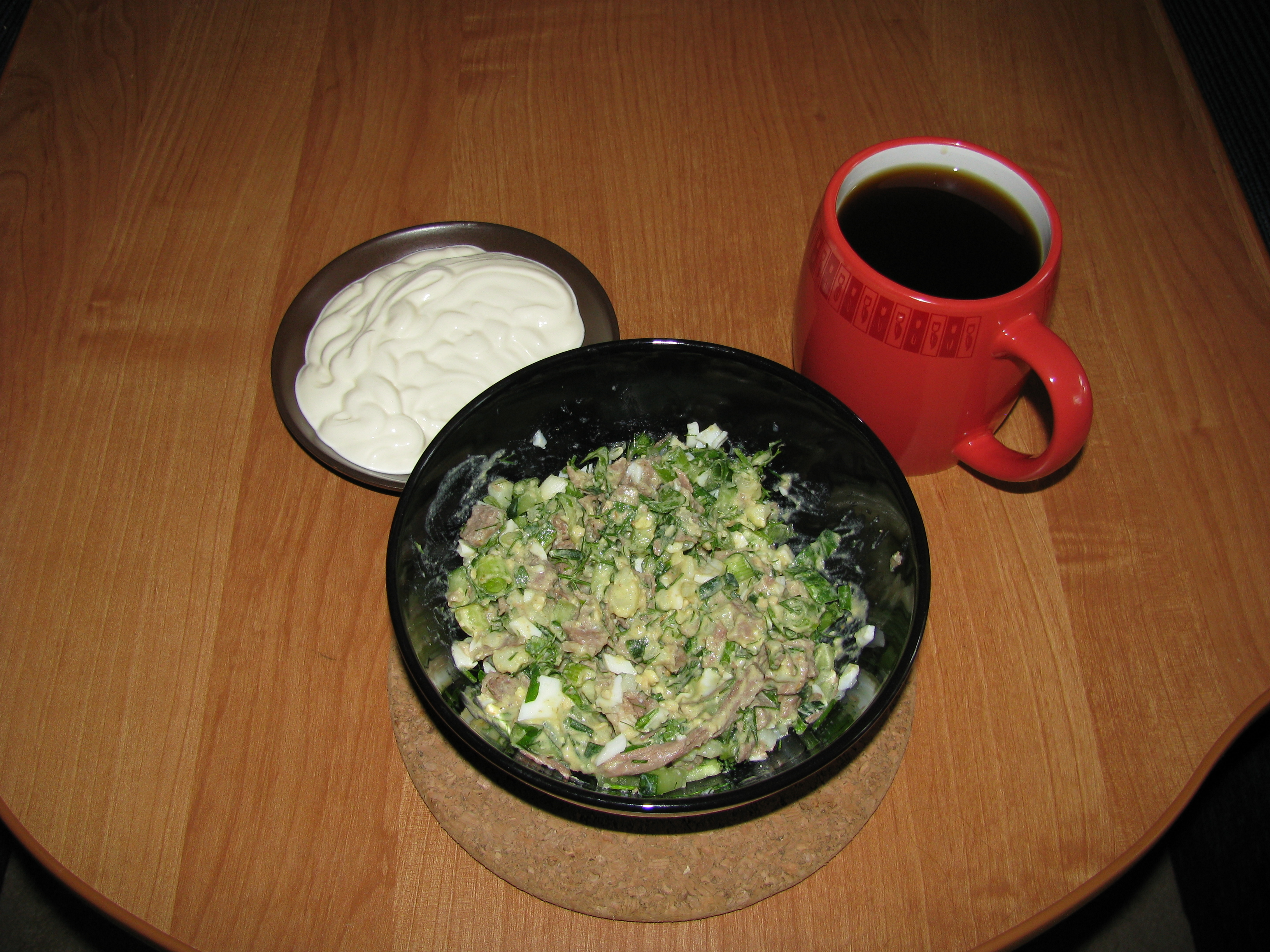
De dressing wordt toegevoegd
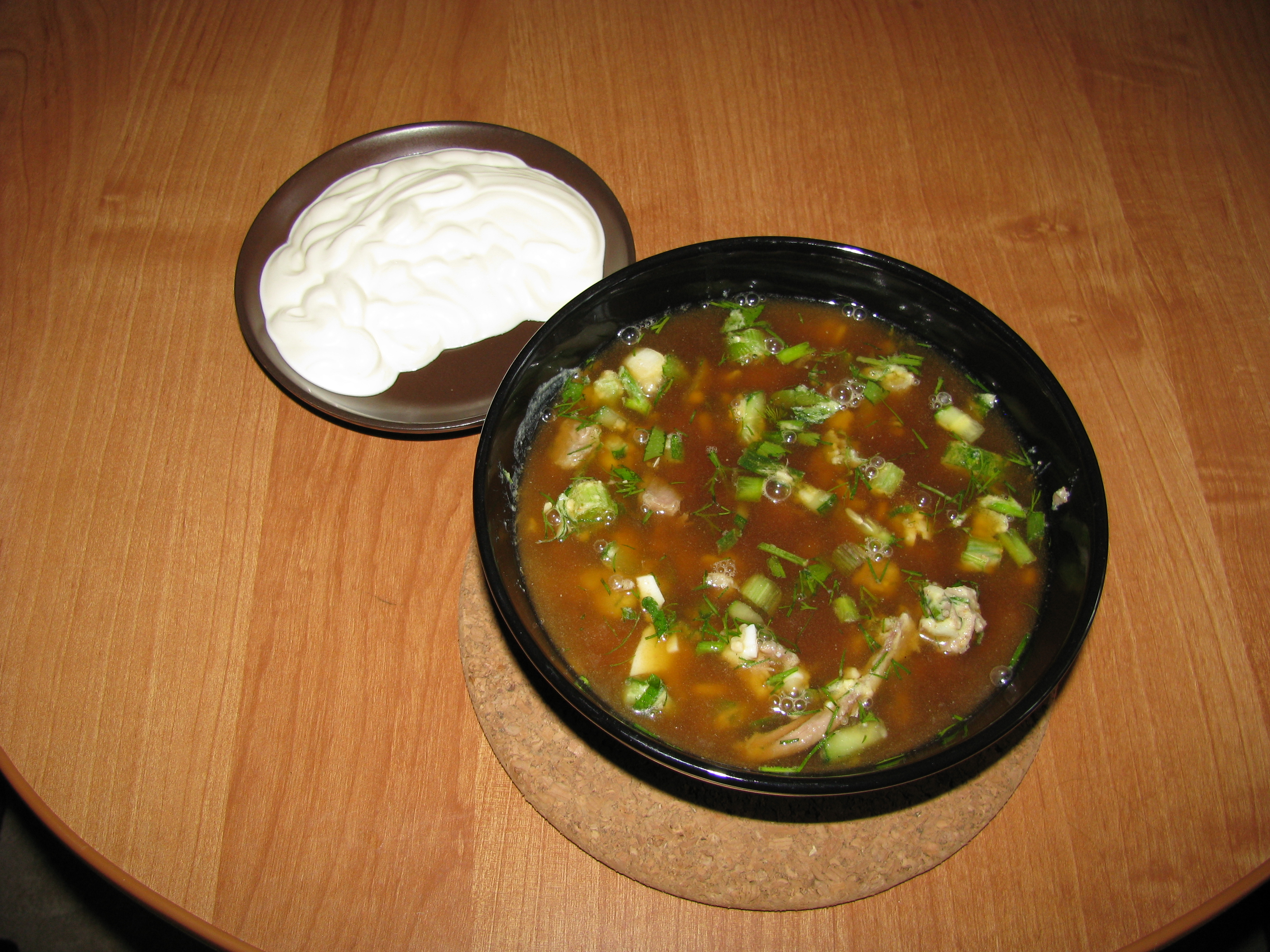
De kwas wordt toegevoegd
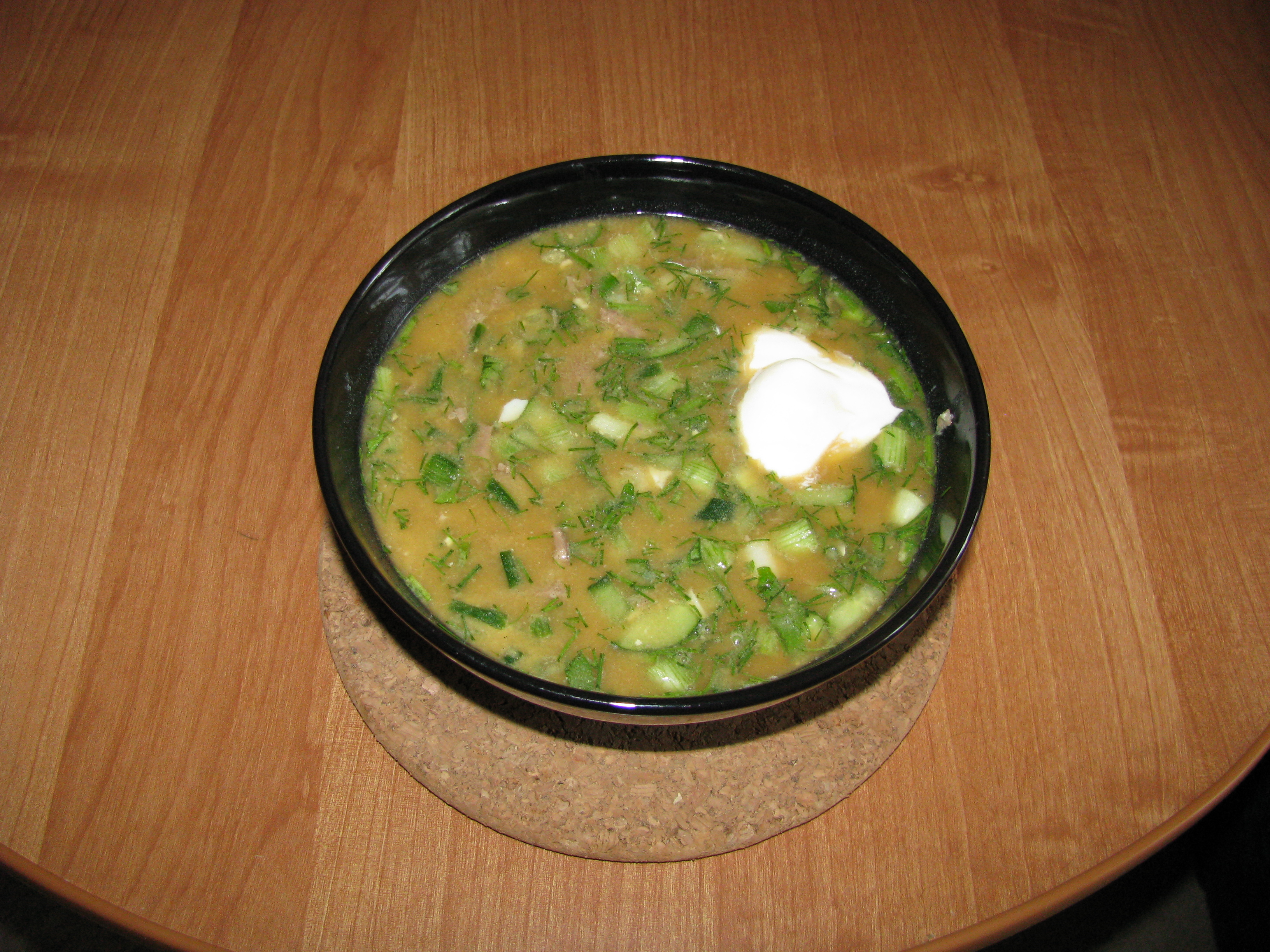
De okrosjka wordt gemengd, smetana wordt toegevoegd
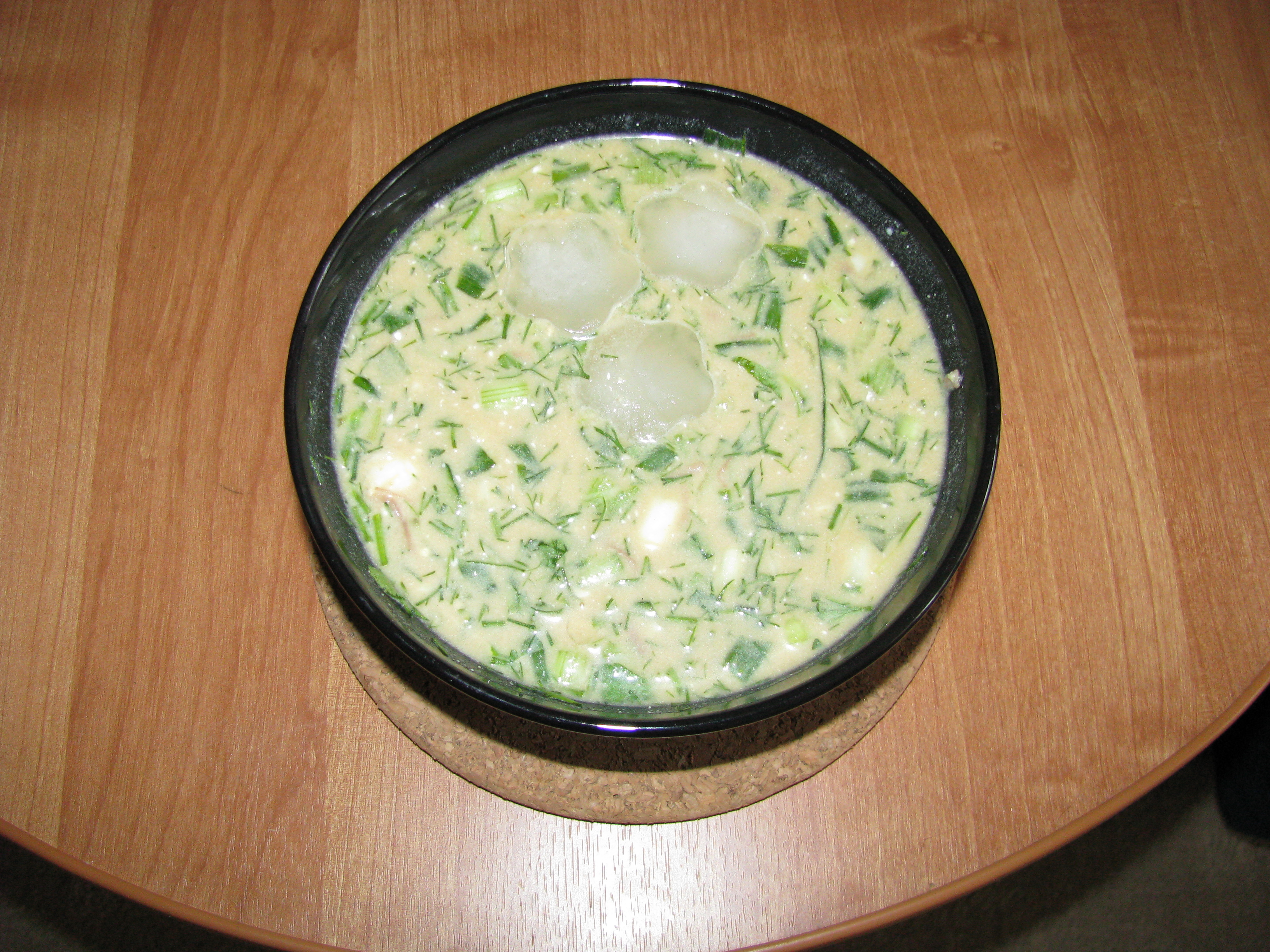
De okrosjka wordt gemengd met de smetana, ijs wordt toegevoegd